# Queen's Gate

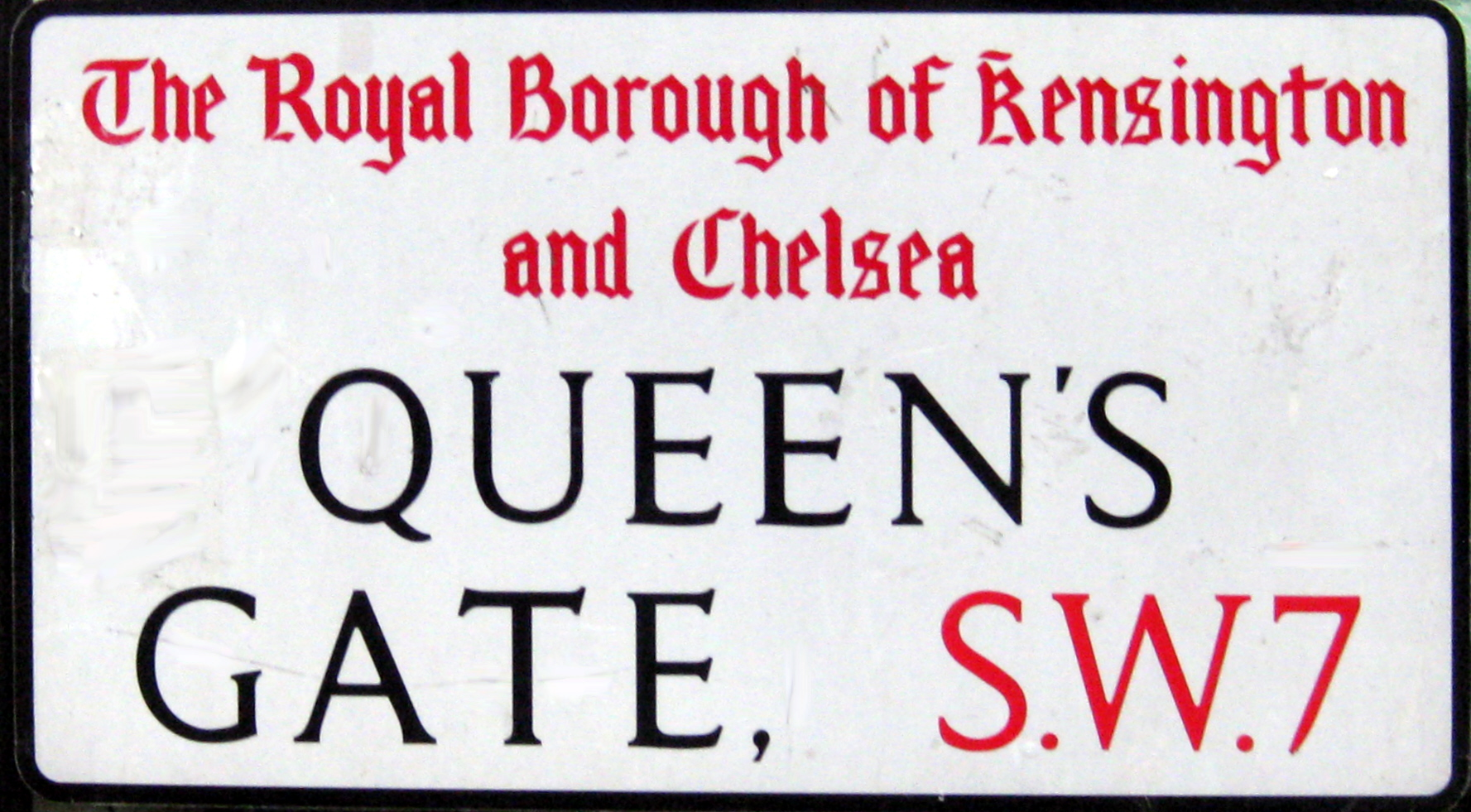
Placa da Rua

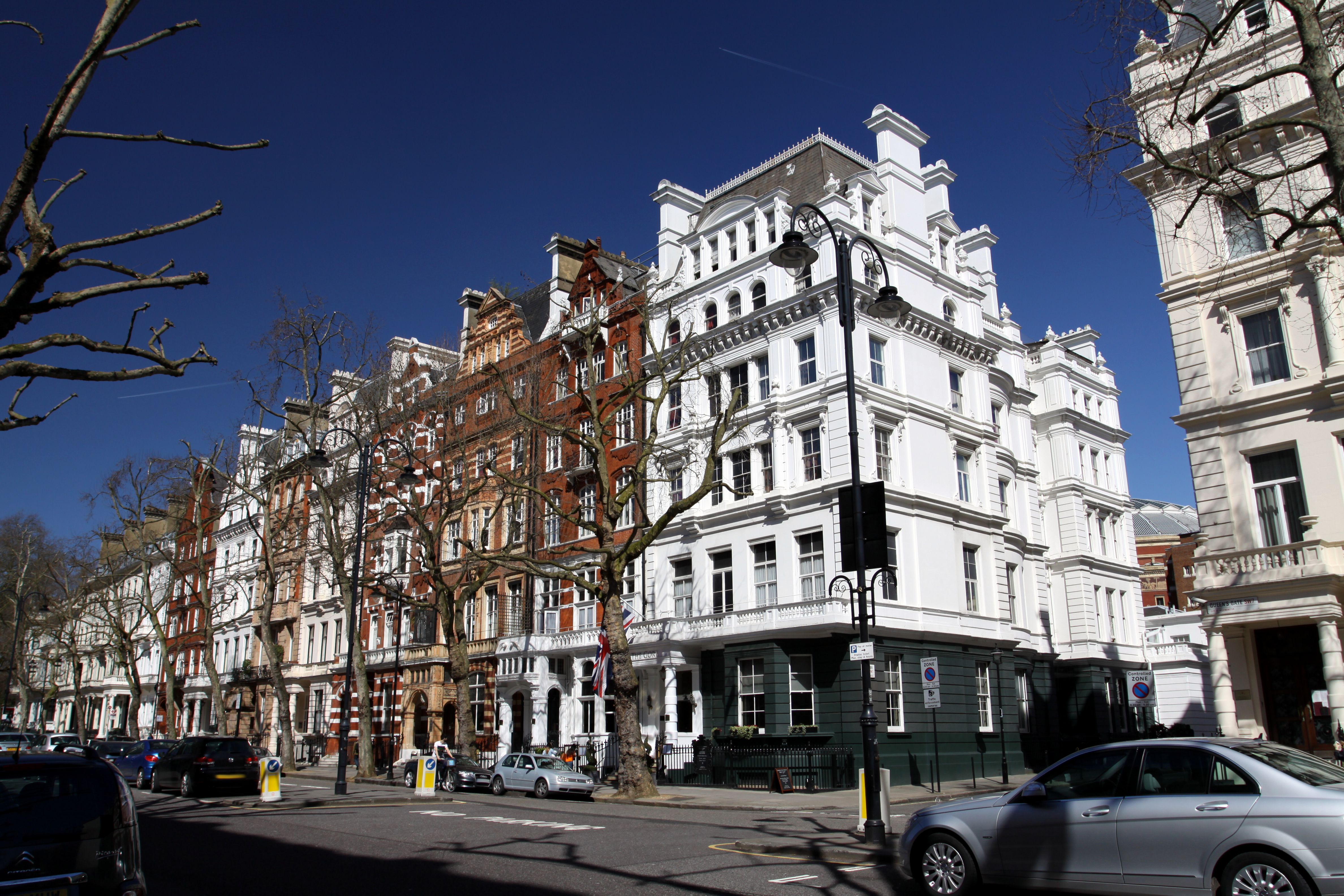
Edifícios em Queen's Gate

Queen's Gate é uma importante e famosa rua da região de South Kensington, Londres, Inglaterra. Ela corre ao sul de Kensington Gardens Queen's Gate em Kensington Road, cruzando com Cromwell Road, e depois Old Brompton Road.
A rua está localizada, em sua maior parte, no Borough de Kensington e Chelsea, mas parte do lado leste está no Borough de City of Westminster. Queen's Gate é também um Distrito Eleitoral do Borough de Kensington and Chelsea. Sua população no Censo de 2011 contava 9,847 habitantes.

## História
Queen's Gate foi construída em terrenos adquiridos pelos Comissários Reais para a Grande Exposição, sob um acordo datado de agosto de 1855 com Henry Browne Alexander, cuja família possuía a terra pela qual a estrada deveria passar, e William Jackson, um especulador imobiliário. A estrada era originalmente conhecida como Albert's Road, sendo oficialmente nomeada como Queen's Gate em 1859.

## Pontos de Interesse

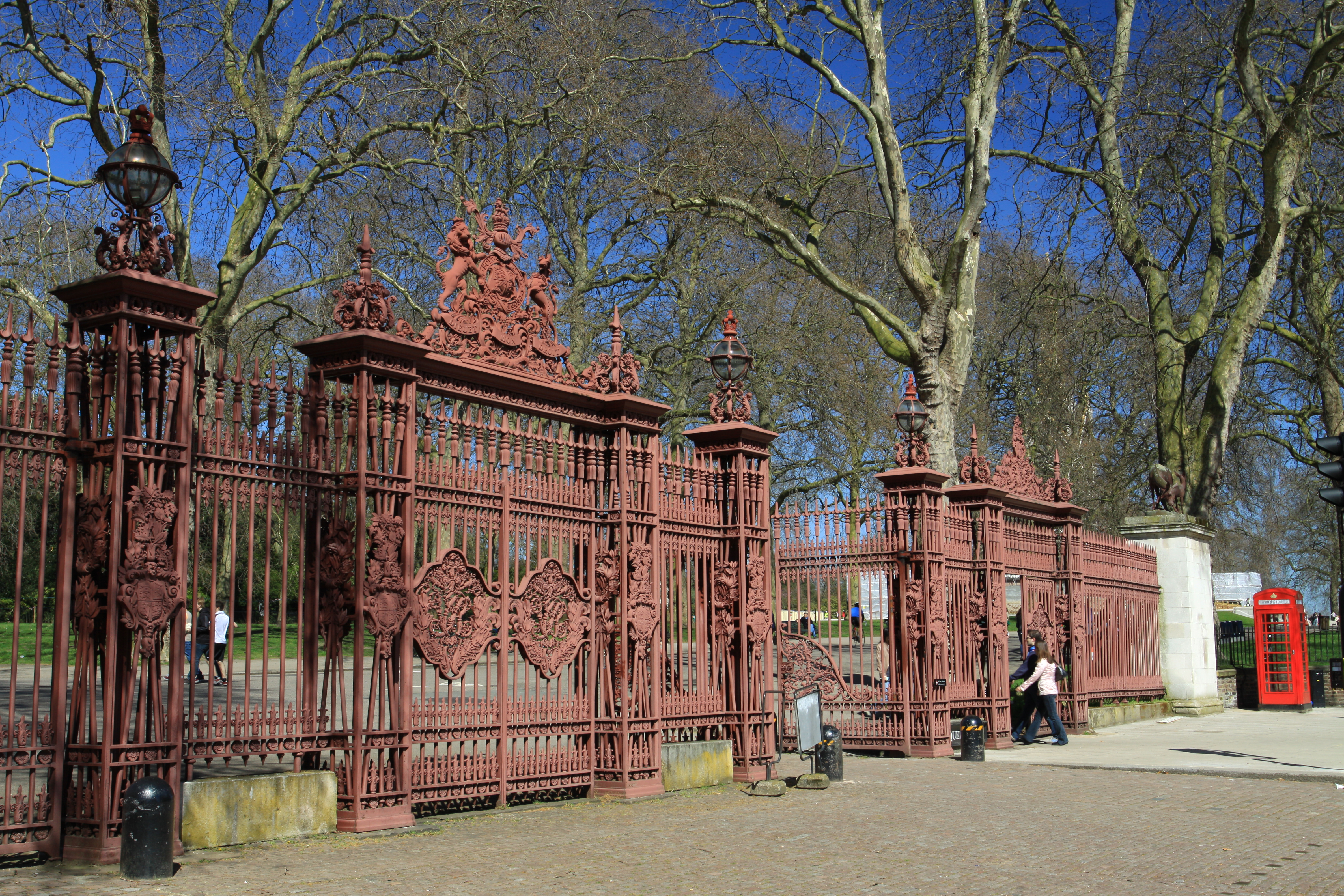
Portões de Kensington Gardens, em Queen's Gate

No extremo norte da estrada, perto dos atuais portões de Kensington Gardens, encontra-se uma estátua equestre de Lord Napier. Do norte ao sul, os locais de interesse visíveis de Queen's Gate incluem o Royal Albert Hall, Imperial College London, Baden-Powell House,  Dana Centre e o Natural History Museum. A rua também empresta seu nome para uma escola independente para garotas, a Queen's Gate School. Queen's Gate possui o estilo de um boulevard. Possui aproximadamente 1 km de comprimento, com estilos arquitetônicos que variam ao longo de sua extensão. A seção norte, ao lado do portão para Kensington Gardens, apresenta grandes casas geminadas no lado oeste e edifícios anexos projetados independentemente no lado leste. O Huxley Building, construído em homenagem ao biólogo Thomas Henry Huxley, é o maior de muitos edifícios acadêmicos na própria estrada, e outros também são visíveis à partir dela.
No lado leste da seção central de Queen's Gate, o trabalho de construção de novos centros de pesquisa está em andamento pelo menos desde 1998, sendo o principal o Darwin Center, lar de várias dúzias de espécimes animais. O público pode visita-lo mediante marcação. A fase II do Darwin Center está atualmente em construção.

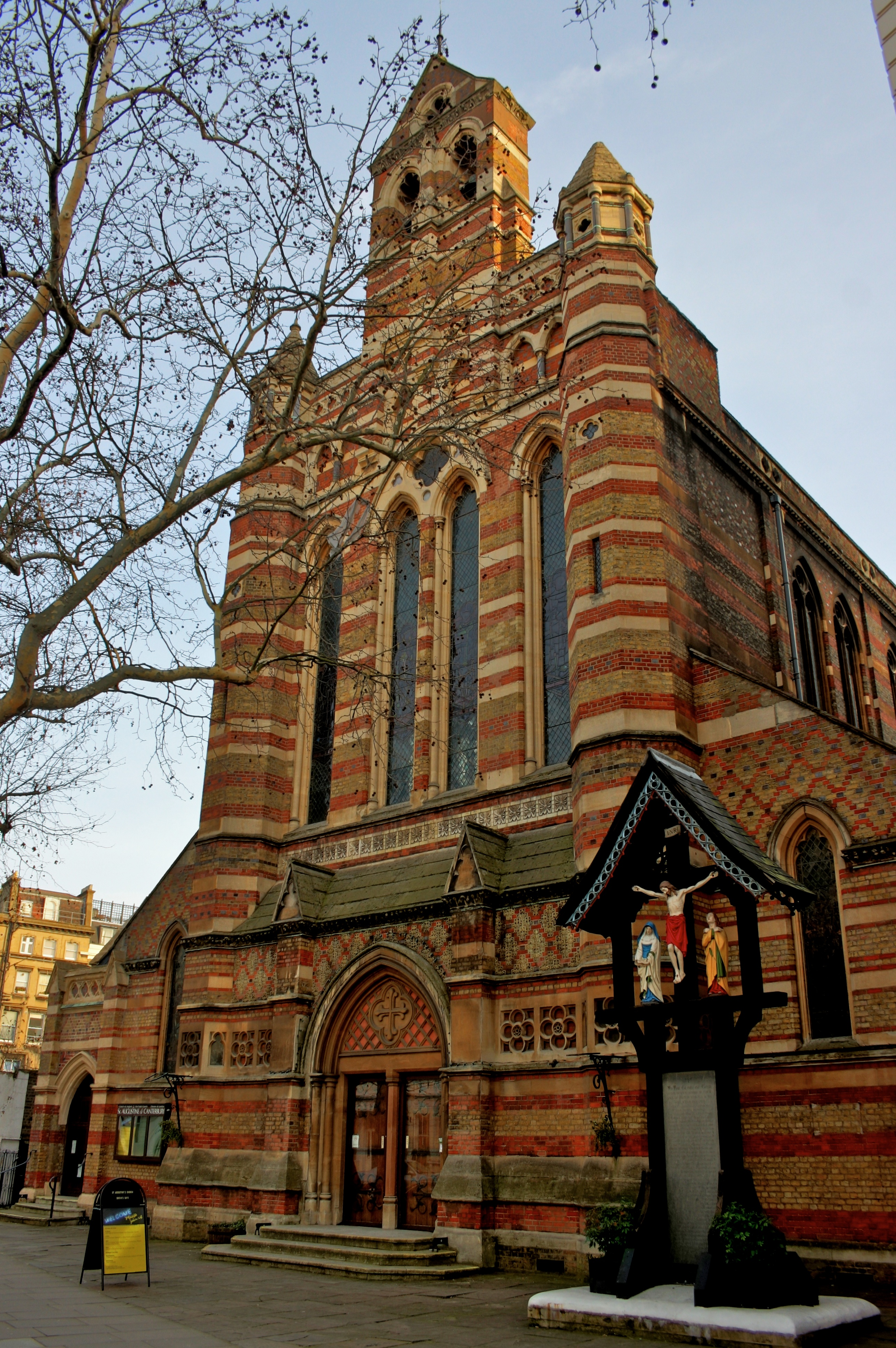
Igreja de St Augustine's, Queen's Gate

A única igreja localizada nesta rua é a de St Augustine's of Canterbury, pertencente à Igreja Anglicana. Embora existam bares, restaurantes e vários hotéis, toda a área é essencialmente residencial, com as lojas mais próximas a pelo menos 100 metros de distância. Os edifícios tornam-se mais simples arquitetonicamente ao sul da rua.
As estações de metrô mais próximas são a estação de South Kensington e a de Gloucester Road.
Cinco países possuem embaixadas ou consulados em Queen's Gate: A Embaixada do Iraque está localizada no número 21, a da Tailândia do 29 ao 30, de Omã no 167, da Bulgária entre 186-188, além do Consulado de Bangladesh no número 28.

## Pessoas Notáveis
- Dennis Gabor, físico, Prêmio Nobel de Física em 1971.
- Benny Hill, comediante e ator (m. 1992).
- Gerald Hocken Knight, organista da Igreja de St Augustine's, 1931-37
- Gilbert Ledward, escultor[4]